# John Ridgely
John Ridgely (Chicago, 6 de septiembre de 1909–Nueva York, 18 de enero de 1968) fue un actor de reparto estadounidense.

## Biografía
Nacido en Chicago, Illinois, a lo largo de su carrera actuó en más de 100 títulos cinematográficos, destacando entre ellas un gran número de producciones de Warner Bros. rodadas en las décadas de 1930 y 1940. 
Entre sus interpretaciones sobresalen la del gánster Eddie Mars en la película de 1946 protagonizada por Humphrey Bogart The Big Sleep, y la del paciente cardiaco en la cinta de género negro Nora Prentiss (1947).
A partir de 1948 trabajó como actor independiente, retirándose del cine en 1953. Desde entonces intervino en producciones teatrales veraniegas y en programas televisivos.
John Ridgely falleció en Nueva York en 1968 a causa de un infarto agudo de miocardio. Tenía 58 años de edad. Fue enterrado en el Cementerio Forest Lawn Memorial Park de Glendale, California.

## Filmografía parcial
- White Banners (1938)
- My Bill (1938)
- They Made Me a Criminal (1939)
- Torrid Zone (1940)
- Brother Orchid (1940)
- The Wagons Roll at Night (1941)
- Air Force (1943)
- Destination Tokyo (1943)
- Arsenic and Old Lace (1944)
- God Is My Co-Pilot (1945)
- Pride of the Marines (1945)
- Danger Signal (1945)
- My Reputation (1946)
- Two Guys from Milwaukee (1946)
- The Big Sleep (1946)
- Nora Prentiss (1947)
- Cry Wolf (1947)
- Possessed (1947)
- High Wall (1947)
- Command Decision (1948)
- Task Force (1949)
- Border Incident (1949)
- A Place in the Sun (1951)
- Room for One More (1952)
- The Greatest Show on Earth (1952)
- Off Limits (1953)